# Murovei
Антон Валерьевич Боднар (бел. Антон Валер'евіч Боднар; 10 мая 1990; Смолевичи), наиболее известный под сценическим псевдонимом MUROVEI (стилизовано — МУРОВЕЙ), — белорусский и российский рэпер, музыкант, автор-исполнитель.

## Биография
Родился 10 мая 1990 года в Белоруссии города Смолевичи.
Боднар начал свою музыкальную деятельность в составе коллектива «База 8.5.». Вскоре сменил группу и стал участником дуэта «Slozhnie». Они выпускали треки и выступали в клубах.
Через некоторое время рэпер ушёл в свободное плавание[куда?], участвовал на баттл-площадках, а также выпустил свой первый альбом «Сольный» в 2013-м году.
Работает с артистами в качестве битмейкера, записывает свои новые песни, как сольные, так и совместные, периодически публикуя клипы и выпуская музыкальные альбомы.

## Дискография
- 2013 — «Сольный»[14]
- 2014 — «Киллер»[15]
- 2014 — «PLISSA» — (инструментальный)[16]
- 2015 — «Одно целое»[17]
- 2016 — «Рекорды»[18]
- 2018 — «Мрачный сезон»[19]
- 2020 — «Дом, который построил Алик» (feat. Гуф)[20]
- 2022 — «Part 2» (feat. Гуф)[21]
- 2023 — «Winsk» (сольный)[22]
- 2023 — «Winsk II»[23]